# قرار مجلس الأمن التابع للأمم المتحدة رقم 1756
قرار مجلس الأمن التابع للأمم المتحدة رقم 1756، المتخذ بالإجماع في 15 مايو 2007.

## القرار
بموجب الفصل السابع من ميثاق الأمم المتحدة، قرر مجلس الأمن تمديد ولاية بعثة الأمم المتحدة في جمهورية الكونغو الديمقراطية حتى 31 كانون الأول / ديسمبر 2007، وأذن بنشر 17030 من الأفراد العسكريين و760 مراقبا عسكريا و391 مدربا للشرطة و750 فردا من وحدات الشرطة.
قرر المجلس أيضا أن تفوض بعثة الأمم المتحدة لمساعدة حكومة جمهورية الكونغو الديمقراطية على تهيئة بيئة أمنية مستقرة في البلد.
وتحقيقا لهذه الغاية، ستكفل البعثة حماية المدنيين، بمن فيهم العاملون في المجال الإنساني المعرضين لخطر وشيك بالعنف الجسدي؛ المساهمة في تحسين الظروف الأمنية التي يتم فيها تقديم المساعدة الإنسانية، والمساعدة في العودة الطوعية للاجئين والمشردين داخليا؛ ضمان حماية موظفي الأمم المتحدة ومرافقها ومنشآتها ومعداتها؛ ضمان أمن وحرية تنقل موظفي الأمم المتحدة والأفراد المرتبطين بها؛ وتسيير دوريات مشتركة مع وحدات مكافحة الشغب التابعة للشرطة الوطنية لتحسين الأمن في حالة حدوث اضطرابات مدنية.
فيما يتعلق بالأمن الإقليمي للبلد، كلف المجلس البعثة، من بين أمور أخرى، بالمراقبة والإبلاغ في الوقت المناسب عن موقف الحركات والجماعات المسلحة ووجود القوات العسكرية الأجنبية في مناطق الاضطرابات الرئيسية، ولا سيما عن طريق مراقبة استخدام المهابط والحدود، بما في ذلك على البحيرات.
وفيما يتعلق بنزع سلاح الجماعات المسلحة الأجنبية والكونغولية وتسريحها، فإن البعثة ستردع أي محاولة لاستخدام القوة من جانب أي جماعة مسلحة أجنبية أو كونغولية لتهديد العملية السياسية، ولا سيما في الجزء الشرقي من البلد. وستدعم البعثة العمليات التي تقودها القوات المسلحة الكونغولية في ذلك الجزء من البلد بهدف نزع سلاح الجماعات المسلحة المحلية والأجنبية المتمردة لضمان مشاركتها في عملية نزع السلاح والتسريح وإعادة الإدماج والإفراج عن الأطفال المرتبطين بها؛ ومنع تقديم الدعم للجماعات المسلحة غير الشرعية، بما في ذلك الدعم الناشئ عن الأنشطة الاقتصادية غير المشروعة.
فيما يتعلق بإصلاح قطاع الأمن، كلف المجلس بعثة الأمم المتحدة في جمهورية الكونغو الديمقراطية بتوفير تدريب أساسي قصير الأجل، بما في ذلك في مجال حقوق الإنسان والقانون الإنساني الدولي وحماية الطفل ومنع العنف الجنساني، للقوات المسلحة الكونغولية في المنطقة الشرقية؛ مواصلة تطوير قدرات الشرطة الوطنية الكونغولية ووكالات إنفاذ القانون ذات الصلة بالتنسيق مع الشركاء الدوليين، وفقاً للمعايير والقواعد المعترف بها دولياً بشأن حقوق الإنسان، والاستخدام المتناسب للقوة والعدالة الجنائية، بما في ذلك منع حالات العنف الجنساني والتحقيق فيها ومقاضاة مرتكبيها؛ وتقديم المشورة للحكومة بشأن تعزيز قدرة النظامين القضائي والإصلاحي، بما في ذلك نظام القضاء العسكري.

## روابط خارجية
- نص القرار في undocs.org